# Relaciones Kirguistán-Venezuela
Las relaciones Kirguistán-Venezuela se refieren a las relaciones internacionales que existen entre Kirguistán y Venezuela. Ambos países establecieron relaciones diplomáticas en 2018.

## Historia
Kirguistán y Venezuela establecieron relaciones diplomáticas el 27 de septiembre de 2018, durante el 73° período de sesiones de la Asamblea General de las Naciones Unidas.

## Misiones diplomáticas
- Venezuela cuenta con una embajada concurrente en Teherán, Irán.[2]